# Anahuac, Texas
Anahuac este un oraș din statul american Texas. Populația orașului a fost de 2.243 de locuitori la recensământul din 2010. Anahuac este o reședință a comitatului Chambers și este situat în sud-estul Texasului. În 1989 adunarea legislativă a statului Texas a desemnat orașul ca "Alligator Capital of Texas". Anahuac găzduiește anual un festival al aligatorilor.